# 愛を伝えて〜Tell Him
「愛を伝えて〜Tell Him」（あいをつたえて テル・ヒム、英: Tell Him）は、バーブラ・ストライサンドとセリーヌ・ディオンのデュエット曲。ディオンのアルバム『レッツ・トーク・アバウト・ラヴ』とストライサンドのアルバム『Higher Ground』からの最初のシングルとして1997年11月3日に発売された。日本では1997年12月1日に発売されている。

## 概要
シングル発売約1ヵ月前の1997年10月7日、アメリカ国内のラジオ局への配信が解禁され、この曲が放送され始める。ただ、アダルトコンテンポラリーを扱うラジオ局以外ではほとんど流されることは無かった。アダルトコンテンポラリーというジャンルではヒットしたものの、チャートセールスにおいて幅広い支持を得る曲ではないと判断されたため、ソニー・ミュージックエンタテインメントはアメリカ国内でのシングルリリースを見合わせている。ただし、アメリカ以外の国々では大ヒットした。
ミュージックビデオはスコット・フロイド・ロックマスの監督によって撮影され、1997年10月24日にVH1において初放送された。このビデオはライブDVD『オ・クール・デュ・スタード〜スタジアム・ライヴ〜 (ビデオ)』の特典映像に収録されている。
ランキングチャートにおいてはオランダとアイルランドで最高2位、ベルギー、フランス、イギリスで最高3位、イタリア、スイスで最高4位を記録したほか、その他多くの国々でトップ10入りを果たした。シングルは世界中で販売枚数を伸ばし、オランダ（7万5000枚）とベルギー（5万枚）ではプラチナに、イギリス（40万枚）、フランス（40万枚）、オーストラリア（3万5000枚）、スイス（2万5000枚）、ノルウェー（1万枚）の5か国ではゴールドに認定された。
また、この曲は1998年のグラミー賞（Best Pop Collaboration with Vocals）にノミネートされている。
セリーヌ・ディオンは自身のライブツアー『レッツ・トーク・アバウト・ラヴ・ツアー』において、バーブラ・ストライサンドとのバーチャルデュエットを披露している。
この曲は後に両歌手それぞれのベストアルバムにも収録されている。ディオンは『ザ・スペシャル・ベスト』（2000年）、『マイ・ラヴ:エッセンシャル・コレクション』（2008年）、ストライサンドは『ジ・エッセンシャル・バーブラ・ストライサンド』（2002年）、『デュエット』（2012年）である。
- 調（転調あり）：嬰ト短調（G♯m）→イ長調（A）→変ロ長調（B♭）

## 曲が生まれるまで
1997年3月24日、セリーヌ・ディオンは史上初めて一回のアカデミー賞授賞式において2曲を歌ったアーティストとなった。その場でディオンは自身の持ち歌である「ビコーズ・ユー・ラヴド・ミー」に加え、バーブラ・ストライサンドとブライアン・アダムスのデュエット曲で映画『マンハッタン・ラプソディ』主題歌の「アイ・ファイナリー・ファウンド・サムワン」を歌唱している。ストライサンドはそのアカデミー賞において歌唱する予定は無く、代役歌手としてナタリー・コールが歌唱する予定であった。しかし、そのコールが授賞式の二日前に代役を辞退したため、セリーヌ・ディオンに白羽の矢が立ち、直前の依頼に戸惑いながらもディオンは承諾した。
その数日後、ストライサンドは花束と共に次のような添え書きをディオンに送っている。「あの後テープを見て、私の歌を美しく歌い上げるあなたと、同じ場所に居られなかったことを非常に悔んでいます。次の機会に共に一つのものを作りませんか。本当のところ、あの夜はあなたの歌が優勝するだろうと思っていました。あなたは素晴らしい歌手です。」この添え書きに対し、すぐさま返信の上、ディオンの夫でプロデューサーのルネ・アンジェリルはデュエット曲の作詞・作曲を依頼するべくデイヴィッド・フォスターに電話を掛けた。その結果生まれたのがこの「愛を伝えて〜Tell Him〜」である。

## 収録曲
オーストラリア／ヨーロッパ／日本版CDマキシシングル
1. 「愛を伝えて〜Tell Him」（ラジオ・エディット） – 4:53
2. 「エヴリシング・マスト・チェンジ」 – 4:05
3. 「ホエア・イズ・ザ・ラヴ」 – 4:55

## チャート・認定
| チャート（1997年）                                           | 最高位 |
| ------------------------------------------------------------ | ------ |
| オーストラリア・シングルチャート                             | 9      |
| オーストリア・シングルチャート                               | 23     |
| ベルギー フランデレン地域圏・シングルチャート                | 3      |
| ベルギー ワロン地域圏・シングルチャート                      | 3      |
| カナダ・シングルチャート                                     | 12     |
| カナダ・BDSアダルトコンテンポラリーチャート                  | 4      |
| カナダ・RPMトップシングル                                    | 47     |
| カナダ・RPMアダルトコンテンポラリー                          | 1      |
| オランダ・シングルチャート                                   | 1      |
| 全欧シングルチャート                                         | 3      |
| フランス・シングルチャート                                   | 4      |
| ドイツ・シングルチャート                                     | 25     |
| アイルランド・シングルチャート                               | 2      |
| イタリア・シングルチャート                                   | 4      |
| ノルウェー・シングルチャート                                 | 8      |
| スペイン・シングルチャート                                   | 4      |
| スウェーデン・シングルチャート                               | 27     |
| スイス・シングルチャート                                     | 4      |
| 全英シングルチャート                                         | 3      |
| アメリカ・ビルボードホット100有線                            | 58     |
| アメリカ・ビルボードホットアダルトコンテンポラリートラックス | 5      |

| 国             | 認定     |
| -------------- | -------- |
| オーストラリア | ゴールド |
| ベルギー       | プラチナ |
| フランス       | ゴールド |
| オランダ       | プラチナ |
| ノルウェー     | ゴールド |
| スイス         | ゴールド |
| イギリス       | ゴールド |